# باول إلبيردغ رايت
باول إلبيردغ رايت (بالإنجليزية: Paul Elbridge Wright)‏ هو مخترِع ومهندس أمريكي، ولد في 24 يونيو 1931 في هافيلاند في الولايات المتحدة، وتوفي في 4 يونيو 2017 في بيثيسدا في الولايات المتحدة.